# Xã Sherman, Quận Mason, Illinois
Xã Sherman (tiếng Anh: Sherman Township) là một xã thuộc quận Mason, tiểu bang Illinois, Hoa Kỳ. Năm 2010, dân số của xã này là 526 người.